# Dysmachus antipai
Dysmachus antipai là một loài ruồi trong họ Asilidae. Dysmachus antipai được Weinberg miêu tả năm 1968. Loài này phân bố ở vùng Cổ Bắc giới.